# Џавид Хаверић
Џавид (Хамза) Хаверић (1920–1941) био је сарајевски антифашиста и борац НОБ-а. Рођен је у Подгорици 1920. године. Један је од вођа покрета отпора у Старом граду у Сарајеву на почетку Другог свјетског рата. Ухапсио га је 1941. усташки режим, а „Управа за ред и сигурност Велике Врхбосне“ осудила га је на смрт у августу 1941. године.
Стрељан је 20. августа 1941. на Врацама. Био је један од првих који је стрељан на овом највећем сарајевском стратишту антифашиста и патриота. Од 1959. до 1992. године једна од сарајевских основних школа, ОШ на Вратнику (данас О.Ш. „Хамдија Крешевљаковић“), носио је име Џавид Хаверић. Данас једна улица у Новом Сарајеву носи назив Улица Џавида Хаверића.</br> Храброст и херојство младог антифашисте Џавида Хаверића документовано је у неколико значајних историографских публикација, а укратко је описано у публикацији Историјског архива Сарајево :
- Двадесетједногодишњи Џавид Хаверић, кожарски радник, такоде предратни комуниста, члан партијске ћелије занатлија, а затим секретар ћелије кожараца на Башчаршији, држао се достојно сваког дивљења. Стављајући га на муке, усташки полицајци су њему, као и шеснаестогодишњем скојевцу Изидору Абинуну, пробили и бубњиће у ушима. Погубљени су обојица у истом дану. Џавид, осакаћен и глух, није чуо шта су му џелати говорили, али су они добро чули његове поклике Партије и слободе. Нашем храбром омладинцу Џавиду, из славне групе радника — скојеваца и чланова Партије са Вратника, усташе су, пред само стријељање, довели свештеника да му »очита« молитву. Он је то са презиром одбио, јер није могао да поднесе такво лицемјерство. Рекао је само: »Ја знам да ћу умријети, али мене ће осветити моји другови. [1]